# True Romance (中山美穂の曲)
『True Romance』（トゥルー・ロマンス）は中山美穂の34枚目のシングル。1996年6月7日にキングレコードからリリースされた。(CDS:KIDS-301)

## 解説
- 1996年6月1日発売のアルバム『Deep Lip French』から一週間遅れでシングルカットされた。
- カップリングの「不意のKiss」は、自身が出演したアステル東京のCMソングに起用された。
- フジテレビ系列の音楽番組『HEY!HEY!HEY! MUSIC CHAMP』出演時、歌唱中の瞬間最高視聴率が31.3％を記録。同番組史上3番目の高視聴率となっている事が2008年9月29日放送の番組内で発表されている。

## 収録曲
1. True Romance
  - 作詞: 小竹正人、作曲：井上ヨシマサ、編曲：溝口肇
2. 不意のKiss
  - 作詞・作曲: Maria、編曲: 溝口肇
3. True Romance（オリジナルカラオケ）
4. 不意のKiss（オリジナルカラオケ）

## 収録アルバム
- True Romance
  - Deep Lip French
  - COLLECTION IV
  - Complete SINGLES BOX
  - 中山美穂 パーフェクト・ベスト2
  - 30th Anniversary THE PERFECT SINGLES BOX
  - All Time Best

- 不意のKiss
  - Deep Lip French
  - Ballads II
  - Complete SINGLES BOX
  - 30th Anniversary THE PERFECT SINGLES BOX